# Rudolf Dydi
Rudolf Dydi (Ilava, Checoslovaquia, 24 de julio de 1979) es un deportista eslovaco que compitió en boxeo.
Ganó una medalla de bronce en el Campeonato Mundial de Boxeo Aficionado de 1997 y una medalla de bronce en el Campeonato Europeo de Boxeo Aficionado de 2002, ambas en el peso minimosca.

## Palmarés internacional
| Campeonato Mundial | Campeonato Mundial | Campeonato Mundial | Campeonato Mundial |
| Año                | Lugar              | Medalla            | Categoría          |
| ------------------ | ------------------ | ------------------ | ------------------ |
| 1997               | Budapest (Hungría) | Medalla de bronce  | 48 kg              |
| Campeonato Europeo |                    |                    |                    |
| Año                | Lugar              | Medalla            | Categoría          |
| 2002               | Perm (Rusia)       | Medalla de bronce  | 48 kg              |